# Agrolândia
Agrolândia est une ville brésilienne de l'État de Santa Catarina.

## Géographie
Agrolândia se situe dans la haute-vallée du rio Itajaí, par une latitude 27° 24′ 42″ sud et par une longitude de 49° 49′ 32″ ouest, à une altitude de 364 mètres.
Sa population était de 9 328 habitants au recensement de 2010. La municipalité s'étend sur 207 km2 .
La ville se situe à 189 km à l'ouest de la capitale de l'État, Florianópolis. Elle fait partie de la microrégion d'Ituporanga, dans la mésorégion de la vallée du rio Itajaí.
La température moyenne annuelle est de 18,3 °C. La ville connaît un climat humide aux étés chauds.
L'IDH de la ville était de 0,775 en 2000 (PNUD).

## Histoire
La municipalité connait deux étapes de peuplement principales.
D'un côté, en 1911, deux frères, Ricardo et Domingos Alves Paes, avec quelques proches, venus Lages, découvrent la région aujourd'hui nommée Serra dos Alves et s'y installent. Ils déboisent les lieux et y plantent du maïs et du haricot, qu'ils trouvèrent en abondance. En 1913, leurs familles les rejoignent définitivement.
D'un autre côté, les premiers descendants de colons allemands, qui peuplèrent la moyenne vallée du rio Itajaí, arrivent autour de 1916 pour reconnaître les lieux. En 1917, des familles s'installent et nomment la localité Trombudo Alto. « Trombudo », parce que la rivière qui traverse la localité présente des courbes évoquant une trompe (tromba en portugais) et « Alto » (« haut » en français) par la proximité de la Serra Geral.
Plus tard, ces pionniers sont rejoints par des familles descendants de colons italiens, venues de Rodeio, Rio dos Cedros et leurs environs.
En 1958, Trombudo Alto, devient un district de Trombudo Central et, le 12 juin 1962, devient une municipalité sous le nom d'Agrolândia. Cette émancipation est commémorée tous les 25 juillet, lors de la fête de la municipalité. Son nom vient des racines « agro » (« agriculture ») et « lândia » (« pays »).

## Économie
L'activité économique de la municipalité est centrée autour de l'agriculture, notamment la culture du maïs, du riz, du tabac et de l'oignon, et l'élevage, notamment de volaille.
Il existe quelques industries dans la municipalité, travaillant dans les domaines de la teinture, de la céramique et de l'exploitation forestière.

## Tourisme et culture
La municipalité d'Agrolândia tente de préserver les caractéristiques apportées par les premiers immigrants, d'origine allemande, notamment au niveau de l'architecture. Des sentiers de randonnées permettent également de profiter des richesses naturelles de la région qui compte de nombreuses cascades. L'une de ces randonnées mène aux sculptures de l'artiste autodidacte Volnei Sandro Becker, situées en pleine forêt.

## Administration
La municipalité est constituée d'un seul district, siège du pouvoir municipal.

## Villes voisines
Agrolândia est voisine des municipalités (municípios) suivantes :
- Agronômica
- Atalanta
- Petrolândia
- Otacílio Costa
- Braço do Trombudo
- Trombudo Central